# Ivan Andrejevič Argamkov
Ivan Andrejevič Argamkov (rusko Иван Андреевич Аргамаков), ruski general, * 1775, † 1820.
Bil je eden izmed pomembnejših generalov, ki so se borili med Napoleonovo invazijo na Rusijo; posledično je bil njegov portret dodan v Vojaško galerijo Zimskega dvorca.

## Življenje
V letih 1782-1793 je bil v vojaški šoli in 25. junija 1793 je bil kot poročnik prestavljen v Ingermanlandski karabinjerski polk. Naslednje leto je sodeloval v bojih proti Poljakom in zarada zaslug bil povišan v stotnika. Leta 1805 je sodeloval v bitki pri Austerlitzu in 29. junija 1806 je postal poveljnik polka; z njim se je udeležil bojev proti Turkom, za kar je bil 12. decembra 1807 povišan v polkovnika.
4. aprila 1810 je postal poveljnik Žitomirskega dragonskega polka, s katerim se je udeležil velike patriotske vojne. 15. septembra 1813 je bil povišan v generalmajorja. Od leta 1815 je bil poveljnik različnih brigad v 3. ulanske divizije.